# Bolmentunnel
Der Bolmentunnel ist ein 80 Kilometer langer Trinkwassertunnel in Südschweden. Er führt vom See Bolmen in Småland nach Äktaboden in der Gemeinde Klippan in Skåne län.
Der Tunnel wird von Sydvatten betrieben und versorgt ungefähr 700 000 Personen in Schonen mit Trinkwasser.

## Hintergrund
In den 1960er Jahren stieg die Bevölkerungszahl der südschwedischen Städte Malmö, Lund und Helsingborg stark an. Dieser Bevölkerungszuwachs wurde mit Sorge betrachtet, da die Trinkwasservorkommen in diesen Städten unzureichend für die wachsende Industrie und Bevölkerung waren. Um der Wasserknappheit Abhilfe zu schaffen, wurde beschlossen, eine 80 Kilometer lange Wasserleitung vom See Bolmen zu bauen. Am Ende der Leitung in Äktaboden, in der Nähe von Perstorp, wird das Wasser in das übrige Schonen verteilt. Auf der Gesamtstrecke hat der Tunnel ein Gefälle von 90 Metern und transportiert das Wasser nur durch die Schwerkraft. Der Tunnelquerschnitt beträgt 9 m². Der Bolmen hat als zehntgrößter schwedischer See genügend Reserven an Süßwasser, welches im Gegensatz zu dem der südschwedischen Seen sauber und kalkarm ist.
1966 schlossen sich die Städte Malmö, Helsingborg, Lund, Landskrona und Eslöv zusammen und gründeten die Aktiengesellschaft Sydvatten, welche den Bolmentunnel betreibt. In den folgenden Jahren schlossen sich weitere Städte Sydvatten an.
1975 begann der Bau des eigentlichen Tunnels. Als sich zeigte, dass das Bevölkerungswachstum weniger stark als erwartet war und als sich die geologischen Bedingungen als schlechter als erwartet erwiesen, kam es zu einem Stillstand des Projektes.
Nach Modifikationen der ursprünglichen Pläne konnte der Tunnel 1987 in Betrieb genommen werden und die angeschlossenen Städte konnten mit frischem und weichem Wasser versorgt werden. 2011 wurden durch den Tunnel ca. 800.000 Haushalte mit Wasser versorgt.
Zurzeit fließen etwa 2500 Liter pro Sekunde durch den Tunnel, welcher eine Kapazität von 6000 Liter/Sekunde hat.
Das Wasser aus dem See Bolmen hat eine Härte von 3 bis 4 °dH. Im Gegensatz dazu haben die Wasservorkommen in Skåne eine Härte von ca. 5 °dH.

## Zukunft
Zur Zeit investiert Sydvatten in ein neues Leitungsnetz und baut das Netz zu den angeschlossenen Orten aus. Vellinge wurde 2006 an das Leitungsnetz angeschlossen. Weitere Orte werden folgen, da verschärfte EU-Bestimmungen die Selbstversorgung mehrerer Orte nicht mehr zulassen.
Im Jahr 2009 musste der Tunnel wegen dringender Renovierungsarbeiten abgestellt werden, nachdem er an verschiedenen Stellen einzustürzen drohte und es auch bereits zwei Einsturzstellen gab. Die Sanierungskosten wurden mit ca. 35 bis 40 Mio. SEK beziffert. Das fehlende Trinkwasser entnahmen die betroffenen Gemeinden über den Zeitraum der Schließung dem See Ringsjön. Aufgrund von Verzögerungen und weiterem Sanierungsbedarf im südlichen Teil konnte der Tunnel erst am 29. März 2011 wieder in Betrieb genommen werden.
Zwischenzeitlich kam es zu Rechtsstreitigkeiten zwischen Sydvatten als Betreiber des Tunnels und den Gemeinden Ljungby und Markaryd, da in den Tunnel nicht unerhebliche Mengen Grundwasser einsickern, was in den Bereichen der Streckenführung zum Teil zu Problemen führt. Grundlage der Klage ist die Frage, ob Sydvatten überhaupt das Grundwasser ohne Genehmigung verbringen darf. In einem ersten Verfahren vor einem Umweltgericht (Miljödomstolen) erhielt die Gemeinde Markaryd Recht.
Sydvatten beantragte daraufhin mit neuen Gutachten vor dem höchsten Gericht eine Revision.